# DuBose Heyward
Pour les articles homonymes, voir Heyward.
DuBose Heyward - de son nom complet Edwin DuBose Heyward - est un écrivain et librettiste américain, né le 31 août 1885 à Charleston (Caroline du Sud) et mort le 16 juin 1940 à Tryon en Caroline du Nord.
Heyward est surtout connu pour son roman Porgy écrit en 1925, adapté au théâtre en 1927 avec sa femme Dorothy, puis mis en musique par George Gershwin dans son opéra Porgy and Bess (1935).

## Enfance, éducation et débuts
Heyward est né en 1885 à Charleston, en Caroline du sud, fils de Jane Screven DuBose (fille d'Edwin DuBose et de Jane Edwards, 1864-1939) et de Edwin Watkins Heyward. Il est le descendant du juge Thomas Heyward, Jr., un signataire de la Déclaration d'Indépendance des USA de 1776, venu de Caroline du Sud, et de sa femme, qui appartenaient à l'élite des planteurs du 18e siècle.
Enfant ou jeune homme, Heyward était fréquemment malade. Il contracta la poliomyélite à l'âge de 18 ans. Deux ans plus tard, il attrape la typhoide et l'année suivante une pleurésie. Il se décrivait à l'époque comme un étudiant en souffrance, pas intéressé par ses études. Il abandonna le collège en 1ère année à l'âge de 14 ans, mais garda une étude et une passion forte pour la littérature toute sa vie. Il put gagner sa vie honnêtement en devenant un agent d'assurance à succès.IL profita aussi de ses longs mois, où il était obligé de rester alité pour écrire de nombreux vers et histoires.
En 1913, Heyward écrivit une pièce en un acte 'Un Triomphe Artistique', qui fut donnée dans un petit théâtre local. Bien que perçue comme une activité secondaire de peu de promesses, Heyward fut assez encouragé à poursuivre sa carrière littéraire. En 1917, en pleine convalescence, il commença à travailler sérieusement sur des nouvelles et de la poésie. En 1918, il publia sa première nouvelle "La Brute" dans Pagan, un Magazine pour les Eudémonistes (chercheurs de bonheur).
L'année suivante, il rencontra Hervey Allen, qui enseignait à l'Académie Militaire voisine de Porter. Ils devinrent amis proches et formèrent la 'Poetry Society' (association de Poésie) de Caroline du Sud. Cela aida à marquer une rennaisance de la littérature des états du sud. Heyward édita les ouvrages annuels de l'Association jusqu'en 1924 et contribua beaucoup à leur pagination. Sa poésie fut bien reçue, lui valant un Prix "Contemporary Verse" en 1921.
En 1922, son ami Hervey Allen et lui publièrent une Collection ː 'Les Chansons de Caroline ː Légendes de la nature et des sites'. Ils éditèrent ensemble un numéro du Magazine de Poésie, mettant en avant les auteurs du sud. Pendant cette période, Heyward et son ami Henry T. O'Neill dirigeaient une compagnie d'assurance et d'immobilier, ayant du succès.

## Mariage et famille
Heyward rencontra sa femme Dorothy, lorsqu'ils étaient tous deux à la Colonie MacDowell en 1922. Après leur mariage, ils décidèrent de vivre plusieurs années dans la ville de Charleston. Leur seule fille, Jenifer DuBose Heyward, naquit en 1930 à New York. Elle devint a sculptrice, actrice et danseuse, et elle fut aussi membre du Ballet Russe de Monte Carlo. Elle épousa plus tard Judson Wood Jr., et mourut en 1984.

## Carrière d'écrivain à plein temps
En 1924, Heyward avait atteint une forme d'indépendance financière, lui permettant d'arrêtant ses affaires et de se consacrer à plein temps à la littérature. Cette année, il publia son premier recueil de poèmes, Jasbo Brown et autres Poèmes (1924). Entre ses périodes d'écriture, il complétait ses revenus en donnant des cours sur la littérature du sud  dans des universités et dans l'Académie Militaire de Porter.

### Porgy
En 1925, il publia sa nouvelle Porgy, dont l'histoire se passait dans la communauté noire de Charleston, qui avait beaucoup d'Afro-Américains, ayant gardé leur culture et leurs dialectes. À la suite du bon accueil de son livre, Heyward et Dorothy, écrivaine de théâtre l'adaptèrent en pièce de théâtre. Pendant qu'ils travaillaient à cette adaptation, il fut approché par le compositeur George Gershwin, qui lui proposa de transformer son œuvre en un opéra.
La pièce Porgy, écrite par Dorothy et lui-même fut donnée à Broadway en 1927, et elle eut un énorme succès, avec 367 représentations.
Décrivant la performance de Heyward's dans Porgy, le poète afro-américain et auteur de pièces Langston Hughes dit que Heyward était l'un de ceux qui voyait "avec ses yeux de blanc, des qualités merveilleuses et poétiques chez les habitants de Catfish Row, qui les rendaient vivants sous nos yeux." Le biographe de Heyward, James M. Hutchisson, décrivit Porgy comme "la première nouvelle majeure du sud à donner un portrait des noirs sans aucune condescendance" et affirma que le livret de Porgy and Bess était largement basé sur le travail de Heyward. Les critiques décrivirent Heyward comme compréhensif dans son portrait des Noirs du sud dans son œuvre.

Certains autres, malgré tout, notèrent que les personnages de Porgy, bien que décrits de façon positive, comportaient des stéréotypes. Selon Ellen Noonan,
Porgy est une nouvelle compréhensive mais conservatrice dans le premier sens du mot. Heyward voudrait que Charleston et ses résidents afro-américains restent ce qu'ils sont.... La langue distinctive des Afro-américains dans sa nouvelle comme peu éduqués ou illettrés est un stéréotype racial.... "Les blancs du sud ont pris soin des noirs du sud  sans interférence ou sans essayer davantage de pousser les Afro-américains au-delà de leur statut de l'époque.

### Porgy and Bess
Pour l'opéra Porgy and Bess, Heyward et Ira Gershwin, le frère du compositeur et son partenaire régulier, ont travaillé sur le livret, les chansons et les airs. Heyward ne fut guère crédité pour son travail. Dans son introduction à la section 'DuBose Heyward' dans 'Les Géants Invisibles : 50 Americains qui ont forgé la Nation, mais qui n'apparaissent pas dans les livres d'histoire (2003), Stephen Sondheim écrit :
DuBose Heyward est largement inconnu en tant qu'auteur de l'un des livrets les plus célèbres de l'histoire américaine du théâtre musical – précisément le livret de 'Porgy and Bess'. Il y a deux raisons à cela, et elles sont connectées. D'abord, il était surtout connu comme poète et nouvelliste, et le seul livret d'opéra qu'il a écrit a été celui der Porgy. Ensuite, certaines parties de ces livrets ont été écrits avec Ira Gershwin, un écrivain de livrets à plein temps, dont la réputation en théâtre et en opéra était bien établie avant que l'opéra ne soit écrit. Mais la plupart des textes de Porgy – et tous ceux qui sont les plus connus – sont ceux de Heyward. J'admire beaucoup les chansons de théâtre pour leur style poétique profond et la profondeur qu'elles donnent aux différents personnages.Quel dommage qu'il n'ait pas écrit plus de chansons et de livrets d'opéra. Son oeuvre est chantée, mais il reste inconnu.
L'opéra de Gershwin 'Porgy and Bess' fut produit en 1935, avec en vedette les meilleurs chanteurs et chœurs afro-américains. De larges parties du dialogue de la pièce ont été mis en musique pour les récitatifs de l'opéra. Bien que le succès fut limité lors de sa première production, l'opéra a depuis connu un succès mondial, en étant joué en Europe, en Amérique du Nord, en Asie et autres continents, et il est reconnu comme l'un des chefs-d'œuvre parmi les opéras américains.

### Autres œuvres
Heyward continua à explorer la communauté noire de Charleston avec une autre nouvelle située à Catfish Row, Mamba's Daughters (1929). Dorothy et lui l'adaptèrent également en pièce de théâtre.
Heyward écrivit aussi la pièce 'Brass Ankle', produite en 1931 à New York. Le titre se réfère à un terme du sud pour une personne métisse, et a longtemps été utilisé de façon péjorative. Cette pièce s'intéressait au métissage, montrant un couple dans une petite ville du sud, qui avaient grandi en pensant qu'ils étaient blancs, et qui apprenaient qu'ils avaient aussi des ancêtres afro-américains. Le scritiques traitèrent cette pièce de façon favorable comme une version du genre "le pauvre mulâtre" mais elle n'eut pas de succès sur les planches.
Heyward écrivit aussi le scénario pour le film adapté de la pièce de Eugene O'Neill 'The Emperor Jones' (1933). Heyward écrivit aussi des livres pour enfants ː The Country Bunny and the Little Gold Shoes (1939), qui furent assez populaires.
Sa nouvelle Star Spangled Virgin (1939) se passe à Sainte Croix, dans les îles vierges américaines. Elle parle de la vie domestique d'Adam travaillant avec sa femme Rhoda. Elle fut décrite comme "singulièrement charmante et très originale", couvrant leur interprétation et celles de leurs amis dans les rapports dans les "relations hommes-femmes".
Heyward mourut d'une crise cardiaque en Juin 1940, à l'âge de 54 ans, à Tryon, en Caroline du Nord.

## Autres adaptations de l'Œuvre
- L'opéra Porgy and Bess a été adapté en film, sorti en 1959 aux Etats-Unis.

## Œuvres

### Poésies
- Carolina Chansons: Legends of the Low Country (1922) (avec Hervey Allen)
- Jasbo Brown and Other Poems (1924)
- Skylines and Horizons (1924)

### Nouvelles
- Porgy (1925)
- 1925 : Porgy, traduction française de Denyse Clairouin
- Angel (1926)
- Mamba's Daughters (1929)
- The Half Pint Flask (1929)
- Peter Ashley (1932)
- Star Spangled Virgin (1939)

### Livres pour enfants
- The Country Bunny and the Little Gold Shoes (1939)

### Pièces de théâtre
- Porgy (1927) (avec Dorothy Heyward)
- Brass Ankle (1931), jouée à New York
- Mamba's Daughters (1939) (avec Dorothy Heyward)

### Scénario
- The Emperor Jones (1933) tirée de la pièce de Eugene O'Neill

### Opéra
- Porgy and Bess (1935) (with George Gershwin and Ira Gershwi